# Tortona
Tortona là một đô thị ở vùng Piemonte, tỉnh Alessandria, Italia. Tortona nằm ở hữu ngạn của sông Scrivia giữa đồng bằng Marengo và chân núi Ligurian Apennines.

## Đô thị kết nghĩa
- Privas, Pháp
- Weilburg, Đức
- Zevenaar, The Hà Lan
- Jiangyin, Cộng hòa Nhân dân Trung Hoa